# Tipula (Lunatipula) macroselene pan
Tipula (Lunatipula) macroselene pan is een ondersoort van de tweevleugelige Tipula (Lunatipula) macroselene uit de familie langpootmuggen (Tipulidae). De ondersoort komt voor in het Palearctisch gebied.